# 1161 Thessalia
Thessalia (asteróide 1161) é um asteróide da cintura principal com um diâmetro de 30,37 quilómetros, a 2,8997324 UA. Possui uma excentricidade de 0,0865958 e um período orbital de 2 066,04 dias (5,66 anos).
Thessalia tem uma velocidade orbital média de 16,71649753 km/s e uma inclinação de 9,3757º.
Esse asteróide foi descoberto em 29 de Setembro de 1929, por Karl Reinmuth.